# Parlamentseröffnung
Eine Parlamentseröffnung ist in vielen Ländern der Welt eine Zeremonie, bei der die jeweils neue Legislatur- und/oder Sitzungsperiode des Parlaments formell eröffnet wird.

## Deutschland

### Geschichte

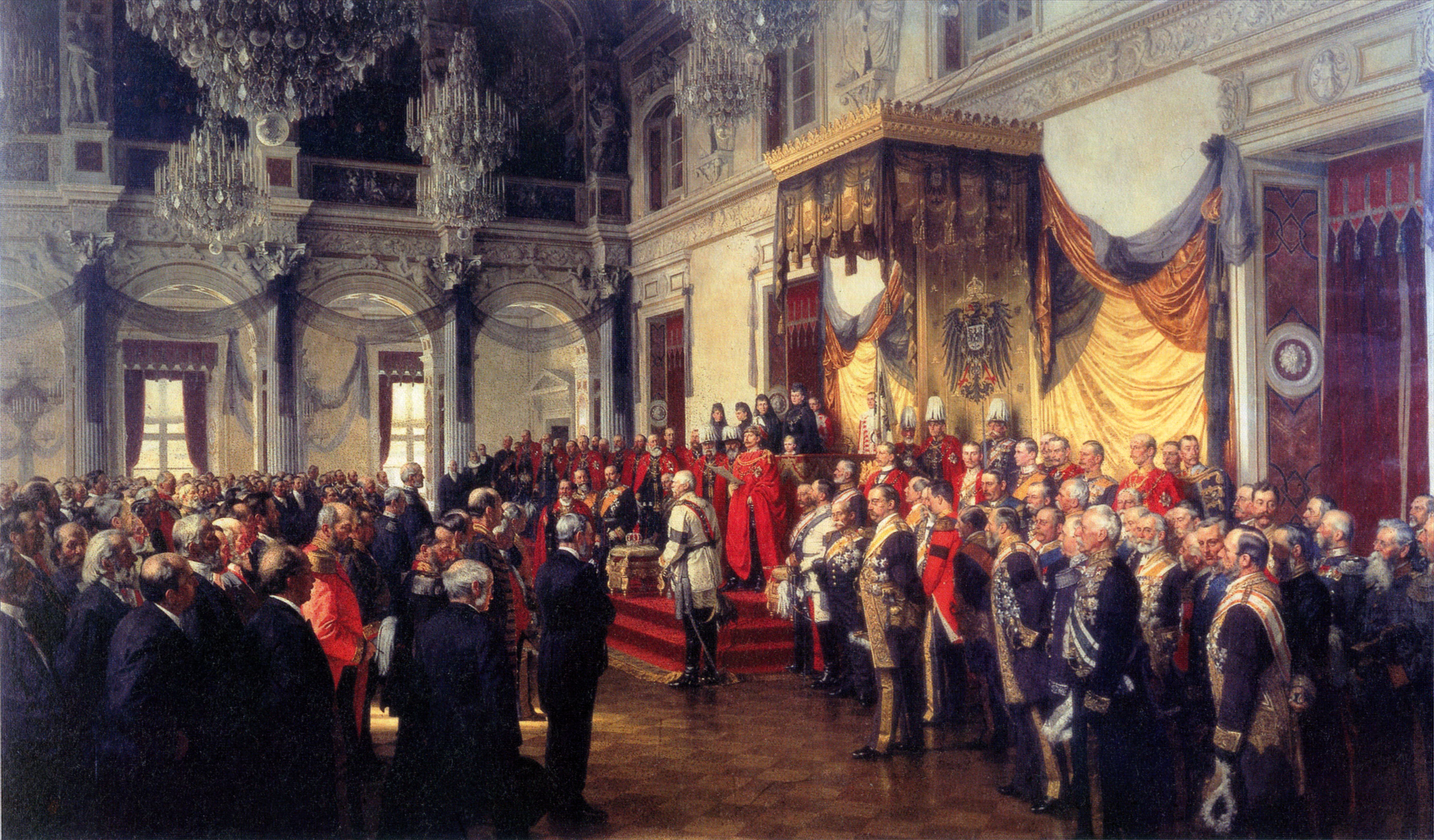
Die Eröffnung des Reichstages am 25. Juni 1888 im Weißen Saal des Berliner Schlosses durch Kaiser Wilhelm II. und Otto von Bismarck

Ein nationales, gesamtdeutsches Parlament gab es in Deutschland zuerst im Jahr 1848 mit der Frankfurter Nationalversammlung. Die erste Sitzung fand am 18. Mai statt. Am Tag davor hatten sich die Gewählten bereits im Frankfurter Römer getroffen und abgesprochen, dass Friedrich Lang der Alterspräsident sein sollte (obwohl er nicht der Älteste von ihnen war). Die erste Sitzung, die man die konstituierende nennen kann, verlief chaotisch, unter anderem, weil der Alterspräsident überfordert war. Doch am Folgetag wurde Heinrich von Gagern zum Präsidenten der Nationalversammlung gewählt, und sehr bald entwickelten sich routinierte Arbeitsformen.
Damals wurde nicht nur eine vorläufige Geschäftsordnung angenommen und ein Präsident gewählt; die Abgeordneten wurden auch durch Los sogenannten Abteilungen zugewiesen. Diese Abteilungen waren rein technischer Natur und hatten nichts mit Fraktionen zu tun. Die dienten unter anderem der Wahlprüfung und verwandten Fragen zum Abgeordnetenstatus. Vergleichbar war es mit dem Erfurter Unionsparlament.
Der Norddeutsche Bund als Bundesstaat entstand mit einer Verfassungsvereinbarung der verbündeten Regierungen einerseits und einem konstituierenden Reichstag andererseits. Dieser Reichstag war noch kein Parlament, aber er ähnelte bereits sehr dem später gewählten ordentlichen Reichstag. Die Abgeordneten kamen zu einer Eröffnungssitzung am 24. Februar 1867 im königlichen Schloss zusammen. Die erste Sitzung am Folgetag war dann eine konstituierende Sitzung. Allerdings dauerte es mehrere Tage, bis eine vorläufige Geschäftsordnung angenommen wurde (die des preußischen Abgeordnetenhauses), die Abteilungen gebildet waren und die Wahlprüfung durchgenommen wurde, und schließlich ein Präsident gewählt wurde. Der Präsident, Eduard von Simson, übernahm dann die Wahl der Vizepräsidenten.
Der Brauch des Empfangs im Schloss wurde im Kaiserreich beibehalten und in der Weimarer Republik abgeschafft. Der Tag von Potsdam am 21. März 1933 in der Potsdamer Garnisonkirche war eine Reminiszenz an den alten Brauch. Die konstituierende Sitzung fand noch am selben Tag in der Krolloper in Berlin statt, da das Reichstagsgebäude abgebrannt war. Der bisherige Präsident Hermann Göring eröffnete die Sitzung und ließ sich, nach Vorschlag eines nationalsozialistischen Abgeordneten, zum Präsidenten wählen.
Die konstituierende Sitzung des Bundestags am 7. September 1949 lief zügig ab. Nach einer Rede des Alterspräsidenten Paul Löbe und dem Namensaufruf samt Feststellung der Beschlussfähigkeit wurde der Bundestagspräsident Köhler gewählt. In einer interfraktionellen Sitzung zuvor war vereinbart worden, dass die beiden Vizepräsidenten durch Akklamation (hier: Aufstehen der Abgeordneten) gewählt werden. Nach der Benennung der Schriftführer war der Bundestag konstituiert. Köhler hielt eine Rede, ließ den Bundestag (ablehnend) über einen Antrag Ollenhauers zur Demontage abstimmen, und schloss die Sitzung. Sie hatte von 16:05 Uhr bis 18:18 Uhr gedauert.

### Bundestag heute
Der Bundestag der Bundesrepublik Deutschland kennt zwischen den Wahlperioden, die per Grundgesetz auf vier Jahre festgelegt sind, keine Sitzungsperioden, mit denen beispielsweise jährliche Parlamentseröffnungen nötig würden. Während der Legislaturperioden werden im Deutschen Bundestag jedoch jährliche Sommer- und Weihnachtspausen eingelegt. Die Eröffnung des Bundestages erfolgt demnach einmal alle vier Jahre in Form einer konstituierenden Sitzung, jeweils innerhalb von 30 Tagen nach den Bundestagswahlen.
Die konstituierende Sitzung wird vom Vor-Ältestenrat, der unter anderem die Sitzordnung im Bundestag regelt, vorbereitet. Diese konstituierende Sitzung, die Eröffnung des Parlaments, wird formal vom Bundestagspräsidenten der vorherigen Legislaturperiode einberufen und zu Beginn vom dienstältesten anwesenden Bundestagsmitglied, dem Alterspräsidenten des Deutschen Bundestages, geleitet, der in diesem Zusammenhang eine Grundsatzrede hält und vorläufige Schriftführer ernennt. Dem namentlichen Aufruf der Mitglieder des Bundestages folgt die Wahl des neuen Bundestagspräsidenten. Letzterer übernimmt nach seiner Wahl die Leitung der Sitzung und hält eine politische Antrittsrede. Während der konstituierenden Sitzung werden zudem die Stellvertreter des Bundestagspräsidenten gewählt, Schriftführer bestimmt und die Geschäftsordnung des Hauses, ggf. mit Änderungen, angenommen. Es ist nicht vorgesehen, dass die deutsche Nationalhymne gesungen wird. Mit der konstituierenden Sitzung enden überdies die Amtszeiten des bisherigen Bundeskanzlers und der übrigen Bundesregierung, die aber bis zur Bildung einer neuen Bundesregierung geschäftsführend im Amt bleiben.
Der Bundespräsident, als Staatsoberhaupt, ist an der Eröffnung des Bundestages per se nicht beteiligt, überreicht den Mitgliedern der bisherigen Bundesregierung allerdings noch am Tag der konstituierenden Sitzung ihre Entlassungsurkunden. Der konstituierenden Sitzung des Bundestags folgt die erste Sitzung des Bundestags in der neuen Legislaturperiode, in deren Rahmen meist der Bundeskanzler gewählt wird.

## Österreich

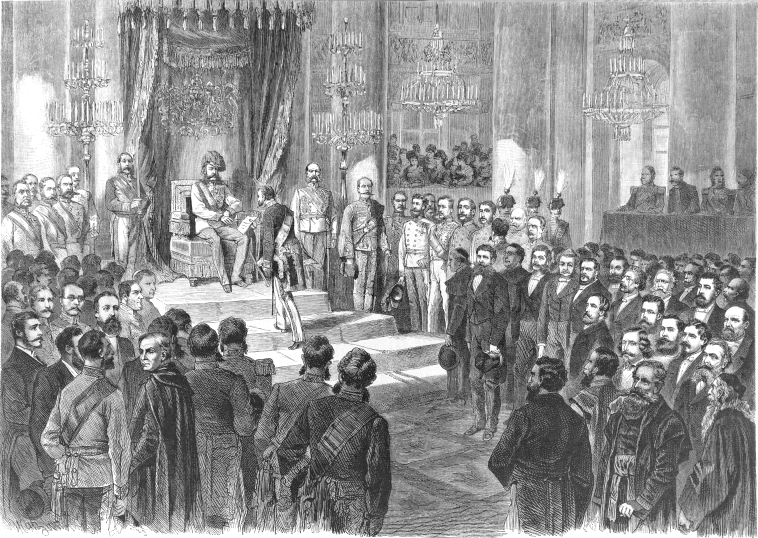
Kaiser Franz Joseph I. eröffnet im Zeremoniensaal der Hofburg den Reichsrat, 1879

In Österreich wird der neugewählte Nationalrat vom Bundespräsidenten innerhalb von dreißig Tagen nach den Nationalratswahlen einberufen. Der Nationalratspräsident der vorherigen Legislaturperiode leitet die Parlamentseröffnung im Wiener Parlamentsgebäude und beruft zunächst vorläufige Schriftführer. Anschließend werden die Nationalratsabgeordneten in einer Angelobung auf ihre fünfjährige Amtszeit vereidigt. Hierzu wird die Angelobungsformel vom Schriftführer vorgelesen, die jedes Ratsmitglied nach Aufrufen seines Namens mit den Worten „Ich gelobe.“ bekräftigt. Danach folgt die Wahl des neuen Nationalratspräsidenten und dessen Stellvertreter, der hernach die Leitung der Sitzung übernimmt. Es werden dann unter anderem der Hauptausschuss, der ständige Unterausschuss und die Schriftführer gewählt. Der Nationalrat tagt in der Regel pro Jahr über mindestens zwei Monate in der Frühjahrssession und über mindestens vier Monate in der Herbstsession, wenn nicht Sondersitzungen einberufen werden.

## Schweiz
Eine Parlamentseröffnung in Form einer konstituierenden Sitzung zu Beginn einer Legislaturperiode nach der Gesamterneuerungswahl des Parlaments kennt von den zwei gleichberechtigten Kammern der schweizerischen Bundesversammlung nur der Nationalrat, nicht aber der Ständerat. Die Amtsdauer der Mitglieder des Ständerates wird durch das jeweilige kantonale Recht geregelt; folglich gibt es keine Gesamterneuerungswahl, keine Legislaturperiode und keine konstituierende Sitzung.
Die konstituierende Sitzung des Nationalrates findet am siebenten Montag nach der alle vier Jahre durchgeführten Gesamterneuerungswahl des Nationalrates (Art. 53 Abs. 1 BPR) statt, also an einem Datum zwischen dem 30. November und 6. Dezember, da die Wahlen am zweitletzten Sonntag im Oktober abgehalten werden (Art. 19 BPR). Die Sitzung wird zunächst vom Alterspräsidenten geleitet. Der Alterspräsident ist seit 2003 dasjenige Ratsmitglied, das am längsten im Amt ist; vorher war es das älteste Mitglied. Als Reihenfolge der Traktanden (Tagesordnungspunkte) der Sitzung ist festgelegt (Art. 1 GRN):
1. Eröffnungsreden des Alterspräsidenten und des jüngsten der erstmals gewählten Nationalratsmitglieder.
2. Feststellung der Konstituierung des Rates, sofern die Wahlen von mindestens der Hälfte der Mitglieder für gültig erklärt worden sind (Art. 53 Abs. 1 BPR). Wäre diese Voraussetzung wegen noch hängiger Wahlbeschwerden nicht erfüllt, so würde der alte Nationalrat weiter im Amt bleiben, bis der neu gewählte Nationalrat konstituiert werden kann (Art. 58 BPR).
3. Vereidigung der anwesenden Ratsmitglieder. Diese haben die Wahl zwischen einer Eides- und einer Gelübdeformel, die beide nacheinander in den vier Landessprachen der Schweiz vom Generalsekretär der Bundesversammlung vorgesprochen und von jedem Ratsmitglied mit dem Satz „Ich schwöre es“ (Eid) bzw. „Ich gelobe es“ (Gelübde) in der jeweiligen Muttersprache (deutsch, französisch, italienisch oder rätoromanisch) in der Gruppe wiederholt werden.
4. Feststellung von allfälligen Unvereinbarkeiten. Art. 144 BV und Art. 14ParlG legen die Unvereinbarkeit des Parlamentsmandats mit verschiedenen anderen Ämtern fest.
5. Wahl des neuen Nationalratspräsidenten für die Amtsdauer eines Jahres. Dieser hält zuerst eine Eröffnungsrede und übernimmt die Leitung der Sitzung; zuerst führt er die Wahl der beiden Vizepräsidenten und der vier Stimmenzähler und der vier Ersatzstimmenzähler (Mitglieder des Büros; dieses entspricht dem Ältestenrat des Deutschen Bundestages) durch.

Nach Behandlung dieser Traktanden wird die Sitzung unterbrochen; die Regierung desjenigen Kantons, aus dem der neugewählte Präsident stammt, lädt zu einem Apéro in den Hallen des Parlamentsgebäudes ein. Die Parlamentseröffnung wird von musikalischen Darbietungen umrahmt; seit 2003 wird auch der Schweizerpsalm, die schweizerische Nationalhymne gesungen.

## Commonwealth

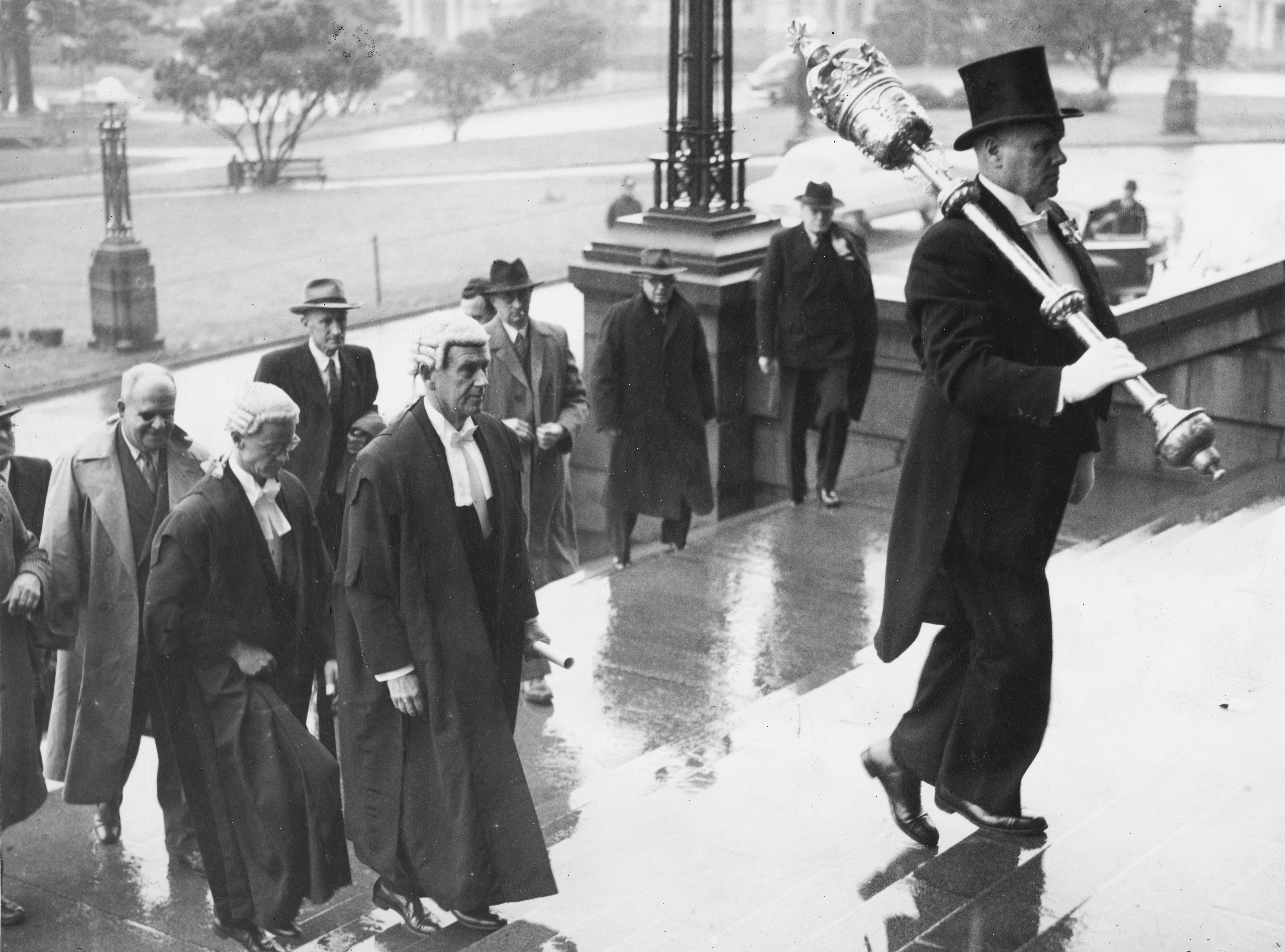
Parlamentseröffnung in Neuseeland 1950 mit Amtsstab-Träger (engl. mace-bearer)

Besonders im Commonwealth-Raum kommt der Parlamentseröffnung (engl. State Opening of Parliament) eine wichtige Bedeutung zu. In Großbritannien wird das britische Parlament in Westminster nach jeder Unterhauswahl (in der Regel alle vier Jahre) und in der Zwischenzeit für jede Sitzungsperiode in der Regel jährlich durch den britischen Monarchen als Staatsoberhaupt im Rahmen einer feierlichen Parlamentseröffnung in London eröffnet, die einem strengen Hofzeremoniell folgt, siehe unten. Der Monarch verliest dabei eine von der britischen Regierung verfasste Regierungserklärung. Auch in den Regionalparlamenten von Schottland und Wales gibt es Parlamentseröffnungen unter Anwesenheit des britischen Monarchen, siehe unten. In den Commonwealth Realms werden die Parlamentseröffnungen in der Regel von Vertretern des britischen Monarchen, bspw. dem Generalgouverneur, eröffnet. In Australien bspw. verliest der Generalgouverneur von Australien bei der Parlamentseröffnung im Parlament von Canberra im Namen des britischen Monarchen eine von der australischen Regierung verfasste Regierungserklärung.

## Färöer
Traditionell wird das Parlament der Färöer, das Løgting, am färöischen Nationalfeiertag Ólavsøka am 29. Juli offiziell eröffnet. Hierzu versammeln sich Parlamentarier, Minister, Geistliche und Beamte vor dem Parlamentsgebäude und ziehen in einer feierlichen Prozession von der Niels Finsens gøta zur Tórshavner Domkirche. Nach dem Gottesdienst kehrt die Prozession zum Løgting zurück, wo der Løgmaður (Ministerpräsident) das Parlament mit einer Rede zur Lage der Nation eröffnet.

## Großbritannien

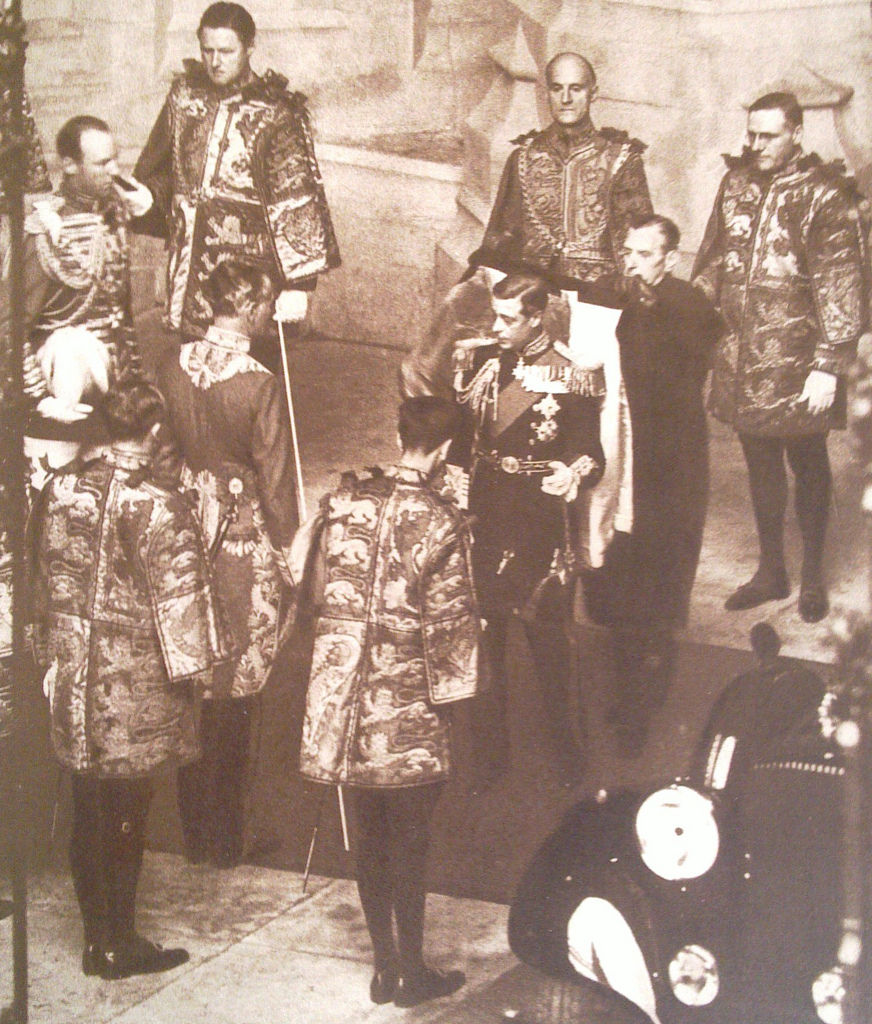
König Eduard VIII., Onkel von Elisabeth II., bei der Parlamentseröffnung 1936 in London

### Vereinigtes Königreich
Die Parlamentseröffnung (engl. State Opening of Parliament) in London ist seit dem 16. Jahrhundert eine feierliche Zeremonie, bei der die jeweils neue Sitzungsperiode des britischen Parlaments (Parliament of Great Britain) in London formell eröffnet wird. Die pompöse Zeremonie der Parlamentseröffnung wurde erst von Eduard VII. wiederbelebt, nachdem seine Mutter, Königin Viktoria, sich bei den Parlamentseröffnungen, die sie als „Staatstheater“ betrachtete, in der Regel von einem Lordkanzler hatte vertreten lassen. Die nach dem britischen Hofzeremoniell festgelegte Parlamentseröffnung, die in ihrer heutigen Form seit dem Wiederaufbau des Parlamentsgebäudes im Jahr 1834 besteht, findet im Ratssaal des House of Lords (Lords Chamber) in London statt, jeweils vor der ersten Sitzung nach den Unterhauswahlen und – bis einschließlich 2009 – während der jeweiligen Legislaturperioden grundsätzlich einmal im Jahr im November oder Dezember, bis zu den nächsten Wahlen. Seit der Parlamentseröffnung am 18. November 2009 wurde der Termin nach einer Gesetzesänderung für die Folgejahre auf den Monat Mai verschoben. Nach den Unterhauswahlen vom 6. Mai 2010 fand die Parlamentseröffnung im Jahr 2010 am 25. Mai statt. Ende 2010 ließ das Kabinett Cameron I verkünden, dass es aufgrund einer geplanten Verschiebung des Datums der Unterhauswahlen – erstmals seit 150 Jahren – 2011 keine jährliche Parlamentseröffnung geben werde. Die Sitzungsperiode des Parlaments dauerte folglich von Mai 2010 bis Ostern 2012. Die im Fixed-term Parliaments Act 2011 beschlossene Gesetzesänderung, nach der die Parlamentswahlen in Zukunft alle fünf Jahre im Mai abgehalten werden sollen, trat Ende 2011 in Kraft. 1974 fanden aufgrund von zwei landesweiten Wahlen im gleichen Jahr zwei Parlamentseröffnungen statt. Die Parlamentseröffnung im Jahr 2014 wurde am 4. Juni 2014 abgehalten. Der Termin für die Parlamentseröffnung im Jahr 2015 wurde auf den 27. Mai desselben Jahres gelegt, etwa drei Wochen nach den Unterhauswahlen.
Vor der eigentlichen Zeremonie findet eine zeremonielle Durchsuchung des Kellers des Palace of Westminster durch die Yeomen of the Guard statt. Dies geschieht zur Erinnerung an den Gunpowder Plot im Jahr 1605. Damals versuchten katholische Engländer erfolglos mithilfe von Schwarzpulver, das in den Kellergewölben eingelagert war, das Parlament in die Luft zu sprengen und dabei den protestantischen König mitsamt der Aristokratie zu töten. Das Protokoll sieht für die Parlamentseröffnung folgenden Ablauf vor: Der Monarch fährt in Begleitung des Royal Consort mit der Irish State Coach Kutsche (seit 2014: Diamond Jubilee State Coach) von Buckingham Palace zum Parlamentsgebäude und betritt dieses durch den „Sovereign’s Entrance“ (Eingang des Souveräns). Die Imperial State Crown wird in einer eigenen Kutsche vom Tower of London, wo sie im Jewel House aufbewahrt wird, zusammen mit dem Reichsschwert (Great Sword of State) und der samtenen Barettmütze (Cap of Maintenance) als königliche Insignien zum Parlament gefahren. Nachdem der Monarch im „Robing Room“ die königlichen Roben (Hermelinumhang und purpurne Samtschleppe) angezogen und die Krone aufgesetzt hat, begibt er sich über die Royal Gallery, wo mehrere Hundert geladene Gäste sitzen, zur Lords Chamber, wo die Mitglieder des House of Lords versammelt sind, darunter Vertreter der britischen Judikative und geladene Mitglieder des internationalen diplomatischen Corps, und setzt sich dort auf den Thron. Er bittet nun den Gentleman Usher of the Black Rod, die Mitglieder des House of Commons in die Lords Chamber zu führen. Es ist Tradition, dass ein Mitglied des Unterhauses sich als Geisel im Buckingham Palace aufhalten muss, während der Monarch im Parlament weilt; dies soll die sichere Rückkehr gewährleisten. Wenn der „Black Rod“ sich der Tür zum House of Commons nähert, wird sie vor seinen Augen zugeschlagen. Der „Black Rod“ klopft mit seinem schwarzen Stab (daher der Name) dreimal auf die Tür. Von der anderen Seite ertönt die Frage: „Who is there?“ (Wer ist dort?), woraufhin er mit „Black Rod“ antwortet. Er gibt dann bekannt, dass der Monarch die Unterhausabgeordneten zu sehen wünsche. Es ist üblich, dass ein oder zwei langjährige Abgeordnete dabei versuchen, den „Black Rod“ durch Zwischenrufe aus dem Konzept zu bringen. Der Labour-Abgeordnete Dennis Skinner (* 1932) ist seit mindestens den 1980er Jahren für seine provokanten Zwischenrufe bekannt. Dieses Ritual soll zeigen, dass das Unterhaus vom Staatsoberhaupt völlig unabhängig ist. Seit 1642 hat kein britischer Monarch mehr den Saal des House of Commons („Commons Chamber“) betreten. Damals hatte Charles I. versucht, fünf Parlamentsmitglieder wegen Hochverrats verhaften zu lassen. Der damalige Speaker weigerte sich, deren Aufenthaltsort bekanntzugeben. Dies war einer der Gründe für den Ausbruch des englischen Bürgerkrieges. Die Unterhausabgeordneten begeben sich schließlich zum House of Lords, wo sich einige von ihnen – darunter der Speaker, der Premierminister, die Kabinettsmitglieder, sprich die britische Exekutive, und auch der Black Rod – vor der Schranke im hinteren Teil der Lords Chamber vor dem Monarchen verneigen und stehen bleiben, während die übrigen Abgeordneten aus Platzmangel vor der Türe warten. Durch die Zusammenkunft der Lords und Commons ist die britische Legislative symbolisch in einem Raum vertreten. Der Monarch verliest nun eine vorbereitete Rede, die so genannte Thronrede, von einer Schriftrolle, die ihm vom Lordkanzler überreicht wird. Die bis zu diesem Ereignis geheim gehaltene Rede, die das Regierungsprogramm für das folgende Jahr enthält, wird nicht vom Monarchen geschrieben, sondern von der Regierungspartei im Unterhaus. Nach der Rede verlässt der Monarch die Lords Chamber über die Royal Gallery, die Abgeordneten verneigen sich erneut und kehren wieder in die „Commons Chamber“ zurück. Die Lords verbleiben im Saal. Der Monarch kehrt, nachdem er die Krone und die königlichen Roben abgelegt hat, in seiner Kutsche in den Buckingham Palace zurück, und die dort wartende 'Geisel' wird freigelassen. Die Krone wird per Kutsche samt Schwert und Barettmütze in den Tower zurückgebracht. Im Oberhaus wie im Unterhaus wird im Anschluss die Rede des Monarchen debattiert.
Formelle Abweichungen unter Elisabeth II.
Seit ihrer Thronbesteigung im Jahr 1952 hatte die britische Königin Elisabeth II. – mit Ausnahme der Jahre 1959 und 1963, in denen sie aufgrund ihrer Schwangerschaften mit Prinz Andrew und Prinz Edward von Lords Commissioners vertreten wurde – in Begleitung ihres Ehemannes, des Prinzgemahls Prinz Philip, jede neue Session des Parlaments eröffnet. 2022 ließ die Königin sich aufgrund von „Mobilitätsproblemen“ von ihrem Sohn und Thronfolger Charles vertreten. Dies war das erste Mal seit im Jahr 1820 der spätere Georg IV. seinen Vater Georg III. vertrat, dass ein amtierender Thronfolger die Thronrede verliest. Zum Stand 2013 hatte Prinz Charles, für den ein eigener Thron zur Rechten des Monarchen bereitstand, seine Eltern insgesamt 18 Mal zur Parlamentseröffnung begleitet: in den 1980er und 1990er Jahren sowie zuletzt 1996 in Begleitung seiner damaligen Ehefrau Diana und danach erst wieder 2013 in Begleitung seiner zweiten Ehefrau Camilla. Seit 2014 fährt Charles samt Gemahlin in der Diamond Jubilee State Coach (Kutsche) vor. Zum ersten Mal in der Amtszeit von Elisabeth II. wurde ihre Rede 2010 von einer Koalitions-Regierung verfasst. Seit 1945 hatten immer entweder die Konservativen oder Labour die Regierung in Großbritannien jeweils alleine gestellt. Ab 2017 saß Prinz Charles bei der Parlamentseröffnung anstelle seines Vaters auf dem Thron neben dem seiner Mutter, nachdem Prinz Philip sich im gleichen Jahr aus dem öffentlichen Leben zurückgezogen hatte. 2017 fuhren Königin Elisabeth II. und Prinz Charles im Auto statt per Kutsche zur Parlamentseröffnung und trugen festliche Privatkleidung statt der königlichen Roben, weil die Vorbereitungszeit angeblich zu kurz war. 2019 fanden zwei Parlamentseröffnungen statt: die reguläre im Oktober und nach den Unterhauswahlen eine zweite im Dezember. Im Oktober wählte Königin Elisabeth II. ein Diadem als Kopfschmuck, während die schwere Imperial State Crown auf einem Kissen neben ihr ruhte. Die Parlamentseröffnung im Dezember fand erneut in reduziertem Umfang statt: es wurden keine Kutschen eingesetzt, und Königin Elisabeth II. erschien mit Prinz Charles in Zivilkleidung.
Parlamentseröffnungen in London seit 1997
- 17. Juli 2024 (nach den Unterhauswahlen am 4. Juli 2024); 7. November 2023; 10. Mai 2022; 11. Mai 2021; keine Parlamentseröffnung im Jahr 2020; 19. Dezember 2019 (nach den Unterhauswahlen am 12. Dezember 2019); 14. Oktober 2019; keine Parlamentseröffnung im Jahr 2018; 21. Juni 2017 (nach den Unterhauswahlen am 8. Juni 2017); 18. Mai 2016; 27. Mai 2015 (nach den Unterhauswahlen am 7. Mai 2015); 4. Juni 2014; 8. Mai 2013; 9. Mai 2012; keine Parlamentseröffnung im Jahr 2011; 25. Mai 2010 (nach den Unterhauswahlen am 6. Mai 2010); 18. November 2009; 3. Dezember 2008; 6. November 2007; 15. November 2006; 17. Mai 2005 (nach den Unterhauswahlen am 5. Mai 2005); 23. November 2004; 26. November 2003; 13. November 2002; 20. Juni 2001 (nach den Unterhauswahlen am 7. Juni 2001); 6. Dezember 2000; 17. November 1999; 24. November 1998; 14. Mai 1997

### Schottland
Die Anfänge eines Parlaments in Schottland gehen auf den Beginn des 13. Jahrhunderts zurück. Mit dem Act of Union 1707 wurden jedoch im Rahmen des Einheitsvertrages (Treaty of Union) und der Gründung des Königreichs Großbritannien sowohl das englische als auch das schottische Parlament in Edinburgh aufgelöst. An deren Stelle trat das britische Parlament mit Sitz in Westminster. Erst 1998 wurde durch den Scotland Act die Grundlage für ein teilweise eigenständiges schottisches Parlament getroffen. Das neu gewählte Parlament konstituierte sich erstmals am 12. Mai 1999 in der Versammlungshalle der Church of Scotland in Edinburgh und wurde in Anwesenheit der britischen Königin Elisabeth II., Prinz Philipp und Prinz Charles feierlich eröffnet. Seither wurde das Parlament 2003, 2007, 2011 und 2016 eröffnet. Es finden, im Gegensatz zu Westminster, keine jährlichen Eröffnungen statt. Am 9. Oktober 2004 wurde das in Holyrood neu gebaute Parlamentsgebäude von Elisabeth II. feierlich eröffnet. Vor der eigentlichen Parlamentseröffnung nach den schottischen Parlamentswahlen fährt der britische Monarch in einer Staatskarosse von Holyrood Palace entlang der Royal Mile zum Parlamentsgebäude, flankiert von Ehrengarden, die Salutschüsse abgeben. Im Parlament selbst wird der Amtsstab (engl. mace) ins Gebäude getragen. Es ziehen zu Fanfarenklängen unter anderem der Lord Lyon King of Arms mit seiner Garde in historischer Uniform, der in zivil gekleidete britische Monarch (bislang Elisabeth II.), dem die schottische Krone vom Duke of Hamilton vorangetragen wird, der Parlamentspräsident (engl. presiding officer) und weitere Politiker, Amts- und Würdenträger in einer feierlichen Prozession ins Parlamentsgebäude ein. Der Monarch verliest eine Eröffnungsrede, die allerdings keine programmatische Regierungsrede wie in Westminster ist. Es folgen weitere Reden und ggf. andere Programmpunkte. Der Monarch verlässt mit den Würdenträgern und der Krone schließlich den Parlamentssaal. Zur Parlamentseröffnung wurde die jahrhundertealte, seit 1520 nachgewiesene Tradition des Riding (wörtlich: Reiten) wiederbelebt. Dazu ziehen in einem festzugsähnlichen Prozessionsmarsch mit über 1000 Teilnehmern aus allen Teilen Schottlands ausgewählte Bürger, Vereine, Prominente, Sportler, Bannerträger usw. mit den Parlamentsmitgliedern durch die Altstadt von Edinburgh nach Holyrood. Der britische Monarch fährt dabei in einer Kutsche, begleitet von seiner Reitergarde.
Parlamentseröffnungen in Edinburgh seit 1999
Vor dem Jahr 1999 hatte sich das schottische Parlament zum letzten Mal am 25. März 1707 versammelt.
- 2. Juli 2016; 1. Juli 2011; 30. Juni 2007; 3. Juni 2003; 1. Juli 1999

### Wales

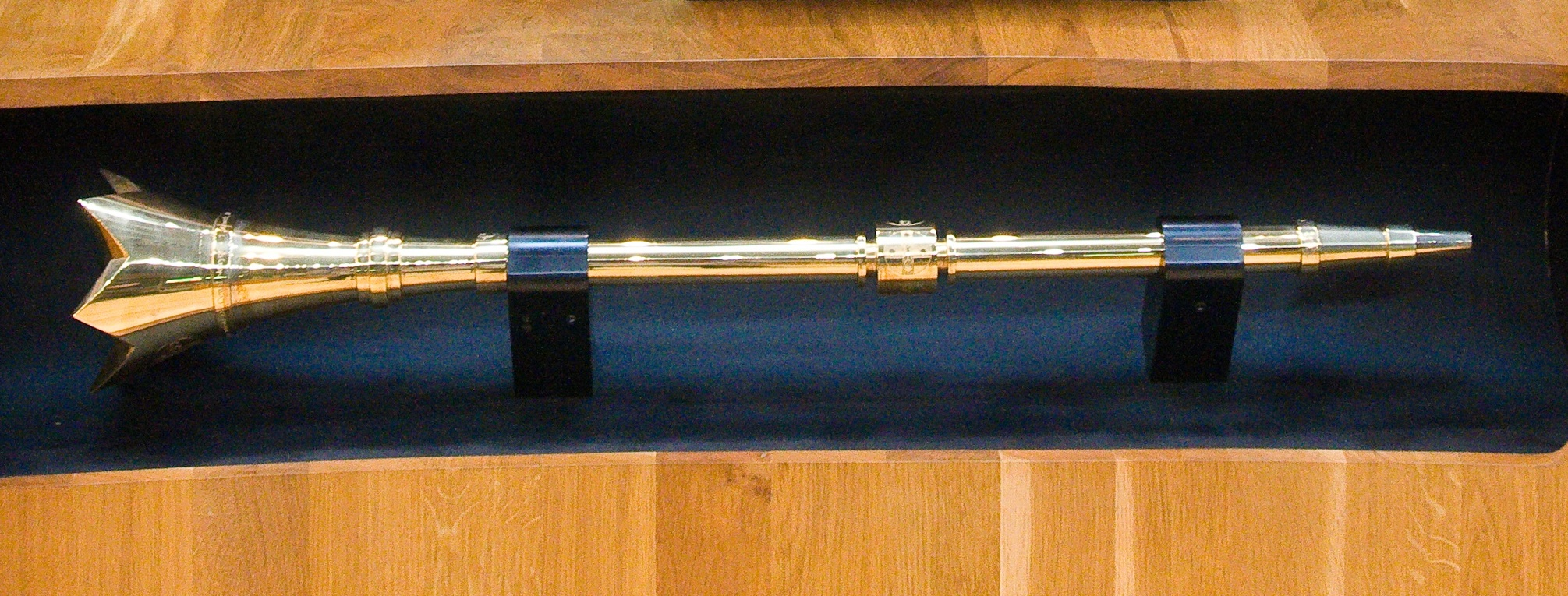
Der Amtsstab (engl. mace) in der Nationalversammlung für Wales

Seit 1998 besteht durch den Government of Wales Act im walisischen Cardiff die Nationalversammlung für Wales als Regionalparlament, die aus lediglich 60 Abgeordneten besteht. Die Parlamentswahlen finden seit 1999 alle vier Jahre statt. Diesen Wahlen folgt die feierliche Eröffnung der Nationalversammlung – seit 2007 im 2006 erbauten Parlamentsgebäude Senedd – in Anwesenheit des britischen Monarchen (seither Elisabeth II.). Der in zivil gekleidete Monarch fährt dazu entlang Cardiff Bay vor der Senedd vor, wo er vom Lord Lieutenant in Wales und Vorsitzenden des Senedd begrüßt wird. Es folgen die britische Nationalhymne und Hen Wlad Fy Nhadau. Der königlichen Prozession voraus wird der Amtsstab (engl. mace) in den Parlamentssaal getragen. Im Saal selbst werden Reden des Monarchen und der walisischen Politiker, auch in walisischer Sprache, gehalten. Angeführt vom Wales Herald Extraordinary, einem königlichen Herold in Uniform, verlässt der Monarch das Parlamentsgebäude. Bis dato wurde Elisabeth II. bei jeder Parlamentseröffnung in Wales von Prinz Philipp und Prinz Charles sowie seit 2005 auch dessen zweiter Ehefrau, der Herzogin von Cornwall, begleitet. Prinz Charles hielt seine Reden bei diesen Anlässen, als amtierender Prince of Wales, in der Vergangenheit auf Walisisch. Im Gegensatz zu Westminster und ähnlich wie in Edinburgh wird der Monarch in Cardiff bei der Parlamentseröffnung als geladener Gast betrachtet. Er hält daher auch keine programmatische Rede der lokalen Regierung.
Parlamentseröffnungen in Cardiff seit 1999
- 7. Juni 2011; 5. Juni 2007; 5. Juni 2003; 26. Mai 1999

### Nordirland
Nordirland hatte von 1921 bis 1972 in den Zeiten von Home Rule ein eigenes Parlament in Belfast, bis es 1973 in den Zeiten des Nordirlandkonflikts aufgelöst wurde und eine Direktverwaltung (direct rule) von Nordirland durch das Parlament in Westminster eingeführt wurde. Die erste feierliche Parlamentseröffnung im Jahr 1921 fand am 22. Juni durch König Georg V. im Rathaus von Belfast statt, da das eigentliche Parlamentsgebäude erst 1932 fertiggestellt wurde. Die Eröffnungs-Zeremonie ähnelte dabei der in Westminster. In den Folgejahren eröffnete der Stellvertreter des britischen Monarchen in Nordirland, der Generalgouverneur von Nordirland, das Parlament. Ab 1973 wurden von der britischen Regierung zahlreiche Versuche unternommen, eine Northern Ireland Assembly (Nordirland-Versammlung) in Belfast zu etablieren. Erst 1998 wurde die heutige Form dieser Versammlung mit 108 Abgeordneten eingerichtet. Königin Elisabeth II. hat das Parlamentsgebäude der Northern Ireland Assembly bislang zweimal besucht, 2002 und 2005, jedoch nicht im Rahmen der Parlamentseröffnung. 2007 wurde die Versammlung – nach ihrer erneuten Auflösung von 2002 bis 2007 – in Anwesenheit des irischen Taoiseach, Bertie Ahern, und des britischen Premierministers, Tony Blair, eröffnet. Nach fast zehnjähriger Tätigkeit wurde der Betrieb des Regionalparlaments aufgrund von Regierungsbildungsproblemen 2017 ausgesetzt.